# Lavis
Lavis is een gemeente in de Italiaanse provincie Trente (regio Trentino-Zuid-Tirol) en telt 9156 inwoners (31-10-2021). De oppervlakte bedraagt 12,4 km², de bevolkingsdichtheid is 655 inwoners per km².
De volgende frazioni maken deel uit van de gemeente: Pressano, Sorni, Nave San Felice.

## Demografie
Lavis telt ongeveer 3132 huishoudens. Het aantal inwoners steeg in de periode 1991-2001 met 14,0% volgens cijfers uit de tienjaarlijkse volkstellingen van ISTAT.

## Geografie
De gemeente ligt op ongeveer 235 m boven zeeniveau en heeft aan de Brennerspoorlijn ook een station Lavis.
Lavis grenst aan de volgende gemeenten: Giovo, San Michele all'Adige, Nave San Rocco, Zambana, Trento, Terlago.